# Eckart Mensching
Eckart Heinrich Mensching (né le 1er décembre 1936 à Hamelin et mort le 21 juillet 2007 à Berlin) est un philologue classique allemand et historien des sciences.

## Biographie
Après avoir obtenu son baccalauréat au lycée Max-Planck de Göttingen (de), Mensching étudie la philologie classique, l'archéologie et l'histoire ancienne aux universités de Göttingen, Bâle et Berne de 1956 à 1961. Après avoir obtenu son doctorat sous la direction de Willy Theiler (de) (1961, avec une édition annotée des fragments de Favorinus d'Arles), il réussit l'examen d'État en 1962 et entre comme assistant à l'Université de Göttingen en 1963, où il se fait réhabiliter un an après son habilitation à Berne (1968) et est promu maître-assistant.En 1970, il est nommé à la chaire de philologie classique II (études latines) à l'Université technique de Berlin, où il enseigne et fait de la recherche jusqu'à sa retraite.
Mensching s'intèresse de près à l'écrit de César Commentaires sur la guerre des Gaules et de sa réception. Outre de nombreux essais, il publie les monographies Caesar und die Germanen im 20. Jahrhundert (1980) et Caesars Bellum Gallicum: Eine Einführung (1988). L'histoire spécialisée et la biographie d'éminents spécialistes berlinois des XIXe et XXe siècles constituent un autre point fort de ses recherches. Ses études individuelles sont d'abord publiées dans différentes revues, jusqu'à ce que Mensching décide de les publier à nouveau sous forme de livre : sa série Nugae zur Philologie-Geschichte, qu'il publie d'abord à compte d'auteur puis, à partir de la deuxième partie, aux éditions de l'Université technique de Berlin, paraît régulièrement de 1987 à 2004. De 1980 à 2005, Mensching est le directeur de la publication du bulletin d'information Latein und Griechisch in Berlin (depuis 1993 : Latein und Griechisch in Berlin und Brandenburg).

## Travaux (sélection)
- Favorin von Arelate: Fragmente. Herausgegeben und kommentiert von Eckart Mensching. Teil 1: Memorabilien und Omnigena historia. Berlin 1963 (= Texte und Kommentare (de) 3; erweiterte Dissertation, Universität Bern)
- Caesar und die Germanen im 20. Jahrhundert. Bemerkungen zum Nachleben des Bellum Gallicum in deutschsprachigen Texten. Göttingen 1980 (= Hypomnemata 65),  (ISBN 3-525-25161-0).
- Über einen verfolgten deutschen Altphilologen: Paul Maas (1880–1964). Berlin 1987,  (ISBN 3-7983-1193-5).
- Caesars Bellum Gallicum. Eine Einführung. Frankfurt am Main 1988,  (ISBN 3-425-04392-7).
- Nugae zur Philologie-Geschichte. 14 Teile, Berlin 1987–2004.
  - Teil 1 (1987): Über Eduard Norden (de), Walther Kranz und andere.
  - Teil 2 (1989): Über Ed. Norden, F. Jacoby, W. Jaeger, R. Pfeiffer (de), G. Rohde (de) und andere.  (ISBN 3-7983-1265-6).
  - Teil 3 (1990): Über K. Ziegler (de), W. Morel (de), F. Solmsen und andere.  (ISBN 3-7983-1347-4).
  - Teil 4 (1991): Über U. von Wilamowitz-Moellendorff, W. Kranz, W. Jaeger und andere.  (ISBN 3-7983-1393-8).
  - Teil 5 (1992): Eduard Norden zum 50. Todestag.  (ISBN 3-7983-1475-6).
  - Teil 6 (1993): ‚Erinnerungen an Eduard Norden‘ und andere Beiträge.  (ISBN 3-7983-1530-2).
  - Teil 7 (1994): Über Theodor Mommsen, Hermann Diels, Johannes Stroux (de), Joachim Stenzel und andere.  (ISBN 3-7983-1600-7).
  - Teil 8 (1995): Über Hermann Diels, Friedrich Klingner (de) und andere.  (ISBN 3-7983-1644-9).
  - Teil 9 (1996): Über Theodor Birt (de), Walter Kranz und andere.  (ISBN 3-7983-1717-8).
  - Teil 10 (2000): Über E. Rohde, E. Powell, G. Rohde, W. Kroll (de) und R. Harder (de).  (ISBN 3-7983-1840-9).
  - Teil 11 (2001): Über K. O. Müller, Fr. Nietzsche, Ed. Norden, P. Friedländer (de) und den Deutscher Altphilologenverband (de).  (ISBN 3-7983-1878-6).
  - Teil 12 (2002): Emigrierte klassische Philologen und Nachkriegs-Deutschland. Über P. Friedländer, F. Solmsen, E. M. Manasse (de) und andere.  (ISBN 3-7983-1913-8).
  - Teil 13 (2003): Die Entstehung des ‚Pauly-Wissowa‘. Verfolgte Philologen: F. Jacoby, P. Friedländer, K. Latte (de).  (ISBN 3-7983-1938-3).
  - Teil 14 (2004): Die gesamtdeutsche „Société Mommsen (de)“.  (ISBN 3-7983-1965-0).